# 帯広FC
帯広フットボールクラブ（おびひろフットボールクラブ）とは、北海道帯広市を本拠地とするサッカークラブ。第3種(U-15)・第4種(U-12)チームを運営する。かつては第1種(社会人)・第2種(U-18)チームも有していたものの休止している。

## 歴史
1989年、よつ葉乳業サッカー部（1982年に北海道サッカーリーグに所属していたこともある）を引き継いで完全なクラブチーム「よつ葉クラブ」として帯広社会人サッカーリーグの2部から参加し活動を開始した。9戦全勝で優勝し1990年に1部に昇格。
1991年にはチーム名を「帯広フットボールクラブ・よつ葉」にし、さらに現在の「帯広フットボールクラブ」になった。1996年に優勝1位により、1997年から北海道サッカーリーグの2部の加盟を決め、優勝により1998年より1部昇格を果たした。その後もチームは順調に運営され、道東地区の中で有力なチームとなった。
しかし2002年に5位により、2003年からは道東ブロックリーグへ降格。さらに2004年には帯広リーグとの入れ替え戦で、ルードボーイズ（現・北海道十勝スカイアース）に対し2-5で逆転負けし、2005年からは帯広1部へ降格。降格の影響によりチームの主力選手の大半が流出した。2005年の帯広1部での順位は8チーム中、7位だった。
チームの存在自体が危ぶまれた中、チームの目標としてJリーグ入りを掲げたが、帯広社会人サッカーリーグでの審判員や運営に関わる人材が確保できにくいことと、トップチームでの選手不足や、スタッフのサポート配置が難しくなっていることなど厳しい状況から、目標のJリーグ入りを取り止め（北海道社会人リーグに昇格を果たしたルードボーイズが、とかちフェアスカイとチーム名を改名し十勝からJリーグを目指そうとしたことも影響している）、2006年度よりトップチームはしばらく活動を休部する事を決めた。トップチームの休部の代わりに、力を付けて来ているジュニアやジュニアユースなど下部組織の育成に重点にした活動を行うことにしている。特定非営利活動法人を取得しており、幼稚園や保育園にサッカースクールのために出張するなど地域活動にも貢献もしている。
十勝初のJリーグ選手でもある松島仁は、とかちフェアスカイFC（現・北海道十勝スカイアース）で選手として活動する一方、帯広FCのジュニアユースやスクールのコーチを担当している。

## 成績
| 年度 | 所属         | 順位 | 勝点 | 試合 | 勝    | 分 | 敗    | 得点 | 失点 | 差  |
| 1989 | 帯広2部      | 優勝 | 18   | 9    | 9     | 0  | 0     |      |      |     |
| 1990 | 帯広1部      | 3位  | 10   | 7    | 5     | 0  | 2     |      |      |     |
| 1991 | 帯広1部      | 2位  | 12   | 7    | 5     | 2  | 0     |      |      |     |
| 1992 | 帯広1部      | 優勝 | 14   | 7    | 7     | 0  | 0     |      |      |     |
| 1993 | 帯広         | 2位  | 13   | 7    | 6     | 1  | 0     |      |      |     |
| 1994 | 帯広         | 2位  | 10   | 7    | 4     | 2  | 1     |      |      |     |
| 1995 | 帯広         | 優勝 | 18   | 7    | 6     | 0  | 1     |      |      |     |
| 1996 | 帯広         | 優勝 | 19   | 7    | 6     | 1  | 0     |      |      |     |
| 1997 | 北海道2部    | 優勝 | 18   | 7    | 5 (1) | -  | (1) 0 | 27   | 15   | 12  |
| 1998 | 北海道1部    | 4位  | 9    | 7    | 2 (1) | -  | (1) 3 | 9    | 10   | -1  |
| 1999 | 北海道1部    | 3位  | 17   | 10   | 5 (1) | -  | (0) 4 | 28   | 24   | 4   |
| 2000 | 北海道1部    | 3位  | 12   | 10   | 4 (0) | -  | (0) 6 | 24   | 20   | 4   |
| 2001 | 北海道1部    | 5位  | 10   | 10   | 3 (0) | -  | (1) 6 | 29   | 28   | 1   |
| 2002 | 北海道1部    | 5位  | 11   | 10   | 3 (1) | -  | (0) 6 | 18   | 28   | -10 |
| 2003 | 道東ブロック | 3位  | 19   | 10   | 6     | 1  | 3     | 28   | 16   | 12  |
| 2004 | 道東ブロック | 2位  | 20   | 10   | 6     | 2  | 2     | 26   | 19   | 7   |
| 2005 | 帯広1部      | 7位  | 3    | 7    | 1     | 0  | 6     | 8    | 29   | -1  |

註 ()の数字はPK戦での勝敗数

## タイトル

### リーグ戦
- 北海道サッカーリーグ2部
  - 1997年

### カップ戦
- 全国クラブチームサッカー選手権大会
  - 1997年

## 下部組織

### U-15
| 年度 | 所属         | 順位   | 勝点 | 試合 | 勝 | 分 | 敗 | 得点 | 失点 | 差  | 出典   |
| 2009 | 道東ブロック | 3位    | 13   | 7    | 4  | 1  | 2  | 22   | 17   | +5  | [ 4 ]  |
| 2010 | 道東ブロック | 優勝   | 19   | 7    | 6  | 1  | 0  | 38   | 8    | +30 | [ 5 ]  |
| 2011 | 北海道2部    | B組5位 | 15   | 15   | 5  | 0  | 10 | 26   | 43   | -17 | [ 7 ]  |
| 2012 | 道東ブロック | 5位    | 17   | 14   | 5  | 2  | 7  | 21   | 32   | -11 | [ 8 ]  |
| 2013 | 道東ブロック | 7位    | 13   | 14   | 4  | 1  | 9  | 13   | 40   | -27 | [ 9 ]  |
| 2014 | 十勝1部      | 優勝   | 24   | 10   | 8  | 0  | 2  | 27   | 8    | 19  | [ 10 ] |
| 2015 | 道東ブロック |        |      |      |    |    |    |      |      |     |        |